# Copa de la Liga Premier de Rusia
La Copa de la Liga Premier de Rusia (en ruso: Кубок Премьер-Лиги) fue una competición de fútbol de Rusia que se disputó en una única edición. Fue organizada por la Unión del Fútbol de Rusia. El ganador de esta competición fue el Zenit San Petersburgo. 

## Sistema de competición
En la Copa de la Liga Premier de Rusia sólo participaron los 16 clubes de la Liga Premier de Rusia. Todas las rondas se disputaron mediante encuentros de ida y vuelta. El ganador no clasificó a ninguna competencia internacional.

## Palmarés
| Año  | Campeón               | Resultado | Subcampeón                |
| ---- | --------------------- | --------- | ------------------------- |
| 2003 | Zenit San Petersburgo | 3-0 2-2   | Chernomorets Novorossiysk |